# Urolophus orarius
Urolophus orarius е вид хрущялна риба от семейство Urolophidae. Видът е застрашен от изчезване.

## Разпространение
Разпространен е в Южна Австралия.